# Affondamento della Royal Oak
L'affondamento della Royal Oak è stata una delle imprese navali più ardite della seconda guerra mondiale in quanto il sommergibile U-47, agli ordini del tenente di vascello Günther Prien, riuscì ad introdursi nella base navale di Scapa Flow senza essere avvistato e a silurare l'omonima corazzata nella notte tra il 13 e 14 ottobre 1939.
L'affondamento della HMS Royal Oak è costato la vita a 883 marinai, alcuni dei quali morti a causa delle acque gelide delle Isole Orcadi. Per l'impresa Prien venne decorato con la Croce di ferro.

## Premesse

### Scapa Flow
La baia di Scapa Flow forma un ancoraggio quasi perfetto. Situata nel centro delle Isole Orcadi, al largo della costa nord della Scozia, forma un ancoraggio naturale abbastanza grande da accogliere un'intera flotta. È circondata da un anello di isole separate da canali poco profondi e soggetti a forti correnti di marea che costringe le navi a dei passaggi obbligati facilmente difendibili. Queste caratteristiche naturali, unite a degli efficienti sbarramenti artificiali, rendono Scapa Flow un approdo ideale per la Home Fleet che la utilizzò fin dalla prima guerra mondiale, dato che la posizione strategica consente il controllo delle rotte del nord Atlantico.
Nel primo dopoguerra vi venne internata la Hochseeflotte secondo i termini dell'armistizio di Compiègne e del successivo trattato di Parigi imposto alla Germania, che verrà definito dai Tedeschi "Diktat". Il 21 giugno 1919, per non far cadere le navi in mano ai britannici, l'ammiraglio della marina imperiale Ludwig von Reuter diede ordine, attraverso segnalazione con bandiere,di autoaffondare le proprie unità. Infatti 52 delle 74 navi furono affondate, alcune vennero recuperate negli anni seguenti ma molte giacciono ancora sul fondo di Scapa Flow.
Tra le due guerre la flotta abbandonò Scapa Flow per tornare a Rosyth, situata nel Firth of Forth e più facilmente raggiungibile. Le difese costiere vennero smantellate e gli sbarramenti di mine fatti brillare nel 1919. Nel 1938 Sir Charles Forbes decise di trasferire ancora una volta la flotta a Scapa Flow che però giaceva in condizioni di abbandono. Infatti fino all'anno prima, l'ammiragliato aveva deciso di utilizzare Rosyth come base per un eventuale conflitto con la Germania ma ci si era resi conto che presentava troppi problemi di vulnerabilità. Quando la flotta tornò a Scapa Flow trovò dei fanti di marina che stavano ancora procedendo allo smantellamento delle difese costiere delle Orcadi risalenti alla prima guerra mondiale. Degli avvicendamenti ai vertici dell'ammiragliato produssero ulteriori ritardi nell'adeguamento delle difese alle esigenze della flotta e così allo scoppio del secondo conflitto mondiale a Scapa Flow c'erano solo 10 pezzi antiaerei e gli sbarramenti dei canali non erano ancora stati ultimati. Alcune navi furono fatte affondare tra Mainland e l'isolotto di Lamb Holm e tra quest'ultimo e quello di Glims Holm ma la nave da affondare per completare i lavori e sbarrare definitivamente il Kirk Sound giunse il giorno dopo l'affondamento della HMS Royal Oak.

### I precedenti (1914-1918)

#### UB-18
Subito dopo lo scoppio del primo conflitto mondiale, il 23 novembre 1914, lo SM U-18, al comando del Kapitänleutnant von Henning, tentò di entrare a Scapa Flow seguendo un piroscafo attraverso l'Hoxa Sound. Tuttavia, una volta dentro, von Henning si accorse che l'approdo era vuoto e fu costretto a fare marcia indietro. Proprio mentre si trovava sulla strada del ritorno, all'interno dell'Hoxa Sound, il periscopio venne avvistato da una vedetta e il peschereccio Dorothy Gray si lanciò su di lui speronando il periscopio e rendendolo inservibile. L'UB-18 subì anche di danni ai timoni di profondità che gli resero impossibile di mantenere un assetto costante. Fu speronato ancora una volta dal Dorothy Gray e von Henning decise di arrendersi non prima di aver affondato il sommergibile. Tutti i membri dell'equipaggio tranne uno vennero tratti in salvo e fatti prigionieri. Il relitto dell'UB-18 giace appena fuori dall'Hoxa Gate, a 75 metri di profondità a 58°41' N, 02°55' W.

#### UB-16 e UB-22
Il giorno dopo l'affondamento dell'UB-18, l'UB-16, comandato dal Kapitänleutnant Hansen, tentò a sua volta di forzare le difese di Scapa Flow. Non visto, riuscì a raggiungere l'approdo principale ma Hansen si accorse suo malgrado che non vi era nessuna nave all'ancora e fu costretto quindi a far ritorno alla base. Pochi giorni dopo fu la volta dell'UB-22 che però si dovette arrestare subito fuori dai canali di Scapa Flow per un'avaria ai motori che non gli permise di generare la potenza sufficiente a vincere le forti correnti che si registrano all'interno dei canali.

#### UB-116
L'ultimo tentativo di forzare le difese di Scapa Flow durante la prima guerra mondiale avvenne il 28 ottobre 1918. Guidato dall'Oberleutnant Hans Joachim Emsmann e con un equipaggio di soli ufficiali offertisi volontari per la missione, l'UB-116 si introdusse a Scapa Flow per silurare l'ammiraglia della flotta britannica: la HMS Iron Duke. Tuttavia, mentre si trovava all'interno dell'Hoxa Sound, l'UB-116 fu rilevato dagli idrofoni britannici e affondato dalle mine attivate da terra. Il relitto dell'UB-116 si trova a 30 metri di profondità a 58°57' N, 02°53' W.

## La missione

### Preparazione
Sin da prima dello scoppio della guerra il Befehlshaber der U-Boote, l'ammiraglio Karl Dönitz, sognava di condurre un attacco a sorpresa nella famosa base di Scapa Flow, attacco che durante la prima guerra mondiale era fallito più volte. L'impresa era però irta di difficoltà a causa delle difese che gli inglesi stavano approntando e delle forti correnti che avrebbero messo in seria difficoltà un U-Boot in immersione. Un eventuale attacco avrebbe però aumentato il prestigio della Kriegsmarine e rappresentato un efficace strumento di propaganda; inoltre, il morale della Royal Navy sarebbe stato seriamente intaccato dal momento che sarebbe stata colpita in una base ritenuta invulnerabile. Dopo l'entrata in guerra del Regno Unito, Dönitz inviò in ricognizione nelle Isole Orcadi l'U-14, comandato dal Kapitänleutnant Horst Wellner, il quale confermò le difficoltà di penetrazione all'interno di Scapa Flow:
Dopo aver studiato ulteriori informazioni, Dönitz arrivò alla conclusione che:
(Estratto del diario di guerra del grand'ammiraglio Dönitz)
Il 1º ottobre 1939, Dönitz convocò il tenente di vascello Prien, comandante dell'U 47 e autore del primo affondamento della guerra in Atlantico, quello del mercantile britannico Bosnia affondato il 5 settembre 1939. L'ammiraglio mise al corrente Prien dei suoi piani e lo invitò a prendersi 48 ore di tempo per studiare la missione onde decidere se secondo lui fosse possibile o meno introdursi all'interno di Scapa Flow passando per il Kirk Sound. Prien ebbe poche esitazioni e il mattino dopo il suo incontro con Dönitz accettò di condurre l'U-47 a Scapa Flow.

Scapa Flow

La partenza venne fissata per l'8 ottobre cosicché l'U-47 avrebbe raggiunto le Orcadi all'imbrunire del 13 ottobre e la notte successiva avrebbe goduto di una marea favorevole e di una notte senza Luna.

### La partenza
La partenza doveva essere condotta nel segreto più assoluto. Prien mise quindi al corrente del reale scopo della missione solo il secondo ufficiale Engelbert Endrass e l'ufficiale di rotta Spahr, informando il resto dell'equipaggio solo del giorno della partenza senza specificare l'obiettivo per evitare fughe d'informazioni. Tuttavia qualche sospetto, riguardo alla natura speciale della missione, cominciò a sorgere nei marinai dell'U-47. Prima della partenza, vennero infatti sbarcati i viveri in eccesso e furono imbarcati nuovi siluri a propulsione elettrica G-7e al posto dei più obsoleti siluri ad aria compressa che lasciavano una vistosa scia in superficie.
Alle 10:00 dell'8 ottobre l'U-47 salpò da Kiel alla volta di Scapa Flow ma accadde un fatto che avrebbe potuto mettere a repentaglio la missione: in quello stesso istante l'U-46 stava rientrando in porto e il comandante, ignaro della missione di Prien, urlò scherzosamente nel megafono: Dimmi un po', il "gran capo" non avrà mica avuto l'idea di mandarti a Scapa Flow? Prien rispose di no ma ebbe paura che qualche spia inglese potesse insospettirsi. Tuttavia pensò che un attacco a Scapa Flow poteva essere considerato talmente irrealistico che nessuna spia avrebbe preso sul serio quelle parole.
La navigazione verso le Orcadi avvenne senza problemi. L'unico inconveniente fu causato da un'infiltrazione d'acqua di mare nelle casse esterne del gasolio del motore di destra. L'infiltrazione era stata causata da un difetto di progettazione degli otturatori delle valvole comune a tutti gli U-Boot di allora. Prien, la mattina del 13 ottobre, ordinò allora che l'U-47 si posasse sul fondo per permettere di ovviare al guasto che poteva compromettere seriamente la missione. Il direttore di macchina Wessels effettuò la riparazione con materiali di fortuna tra cui una grondaia che sarà poi inclusa nell'equipaggiamento d'emergenza di tutti gli U-Boot.

### L'attacco

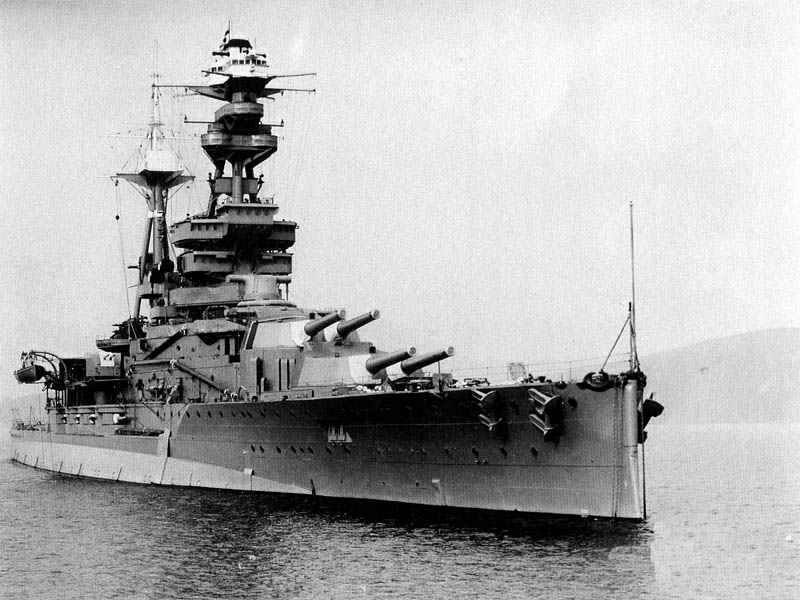
La corazzata britannica HMS Royal Oak

Inizialmente Prien prese il passaggio più a sud, denominato Skerry Sound, per la rotta prevista ma non appena si rese conto che l'U 47 si stava dirigendo verso il passaggio sbagliato, poco profondo e bloccato da sbarramenti artificiali, ordinò una rapida virata a nordest. In superficie ed illuminato dall'aurora boreale, il sottomarino sgusciò tra le navi affondate Seriano e Numidian, incagliandosi per alcuni momenti su un cavo sporgente dal Seriano, favorito per tutto il percorso dalla marea e da una forte corrente. Venne anche brevemente illuminato dalle luci di un taxi di passaggio sulla riva, ma il conducente non diede l'allarme. Entrato finalmente nel porto, alle 00:27 del 14 ottobre, Prien scrisse sul giornale di bordo un trionfale Wir sind in Scapa Flow!!! (Siamo dentro Scapa Flow!!!) prima di dirigersi a sudest per alcuni chilometri prima di invertire la rotta. Sorprendentemente per l'ufficiale tedesco la zona appariva essere quasi vuota; infatti l'ammiraglio Forbes aveva ordinato di disperdere la flotta, facendo allontanare così alcuni dei bersagli più grandi del raid. l'U 47 si era diretto fino a questo momento verso quattro navi da guerra all'ancora, compresa la Belfast, appena entrata in servizio e ancorata al largo delle isole di Flotta ed Hoy, a circa 8 kilometri di distanza, ma Prien non diede segno di averle notate al momento di invertire la rotta. Navigando in direzione opposta venne avvistata la HMS Royal Oak, a circa 4 000 metri a nord, identificata correttamente come una nave da battaglia Classe Revenge. Più lontana alle sue spalle si intravedeva una seconda nave, identificata erroneamente da Prien come una nave da battaglia Classe Renown e successivamente identificata dai servizi segreti tedeschi come la Repulse. In realtà si trattava della vecchia HMS Ark Royal, nave appoggio idrovolanti della prima guerra mondiale, rinominata HMS Pegasus nel 1934.

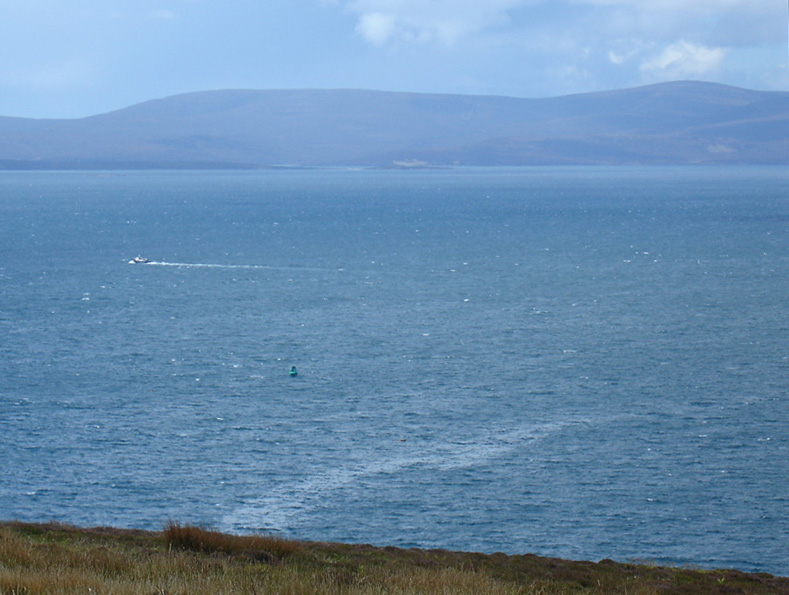
Il luogo dell'affondamento della HMS Royal Oak è segnalato da una boa verde. A 70 anni dall'affondamento, si nota come ancora fuoriesca dell'olio dal relitto

Alle 00:58 Prien ordinò di lanciare tutti i quattro siluri dei tubi di prua, due verso la HMS Royal Oak e due verso l'altro obiettivo. Solo tre vennero lanciati, in quanto il quarto tubo lanciasiluri ebbe un'avaria al meccanismo di lancio. Dopo circa tre minuti e mezzo di attesa si udì una singola esplosione: un siluro aveva colpito la prua della nave da battaglia inglese, scuotendola e svegliando l'equipaggio. Inoltre l'ancora di dritta venne tagliata di netto, facendo molto rumore. Inizialmente si sospettò una possibile esplosione nel deposito di materiali infiammabili di prua, dove era stivato anche del cherosene. Ricordando anche l'esplosione mai chiarita di un'altra nave da guerra proprio a Scapa Flow nel 1917, la HMS Vanguard, venne ordinato attraverso l'interfono di controllare le temperature dei magazzini. Nel frattempo però molti marinai erano ritornati nelle cuccette, visto che non si pensava alla possibilità che la nave fosse sotto attacco.
Intanto Prien aveva dato ordine di virare per lanciare un siluro da poppa, che però non raggiunse il bersaglio. Ricaricati quindi i tubi di prua, diede l'ordine di puntare nuovamente sulla HMS Royal Oak, che venne fatta bersaglio di tutti e tre i siluri lanciati da circa 1 500 metri all'1:14. Dopo circa tre minuti, all'1:16 tutti e tre i siluri colpirono la HMS Royal Oak a mezzanave in rapida successione. I colpi andati a segno furono seguiti da una serie di esplosioni che scossero lo scafo, mentre la nave iniziava rapidamente ad imbarcare acqua. In pochi istanti la nave si inclinò di circa 15º a dritta e di conseguenza gli oblò di questo lato scesero al disotto dell'acqua, aumentandone l'ingresso. Pochi minuti dopo lo scafo si inclinò ulteriormente fino a 45º, rimanendo in questa posizione per alcuni minuti prima di sparire sotto la superficie all'1:29, 13 minuti dopo la seconda salva di siluri dell'U 47. I morti furono 833, incluso il contrammiraglio Henry Blagrove, comandante della Seconda Divisione navi da battaglia.

### I soccorsi
Il tender Daisy 2, condotto da John Gatt della Royal Naval Reserve era stato ancorato per la notte al lato sinistro della HMS Royal Oak. Dopo essere stata colpita dalla seconda salva di siluri la nave da battaglia inizio ad inclinarsi a dritta trascinando con sé il tender. Gatt ordinò di tagliare la cima che legava la Daisy 2 alla HMS Royal Oak, le cui protezioni antisommergibile stavano iniziando ad emergere dall'acqua, sollevando la piccola imbarcazione fino a che gli ormeggi furono tolti e la nave tornò libera in acqua.
Molti dei marinai della nave da battaglia che si lanciarono dalla HMS Royal Oak durante l'affondamento erano vestiti con poco più dei loro vestiti da notte, ed erano impreparati alle fredde acque di ottobre. Inoltre uno spesso strato di olio combustibile aveva già coperto la superficie dell'acqua, rendendo difficile nuotare ed intossicando gli uomini. Tra quelli che cercarono di superare a nuoto la distanza di circa 800 metri che li separava dalla riva più vicina, solo pochi sopravvissero.
Gatt, accese le luci del tender riuscì a salvare 386 uomini, incluso il comandante della HMS Royal Oak, il capitano di vascello William Benn. I tentativi di soccorso durarono per circa due ore e mezza, fino quasi alle 04:00, quando Gatt si allontanò dalla zona per trasportare i naufraghi già imbarcati sulla HMS Daisy 2 e sulla HMS Pegasus. Aiutato anche da imbarcazioni della HMS Pegasus e dal porto, fu responsabile della quasi totalità dei salvataggi andati a buon fine, atto per cui venne decorato con la Distinguished Service Cross il primo gennaio seguente, l'unica decorazione concessa nella vicenda dell'affondamento della HMS Royal Oak.

## Conseguenze
I britannici rimasero inizialmente confusi riguardo alle cause dell'affondamento, sospettando anche di una possibile esplosione a bordo o di un attacco aereo. Appena venne appurato che un attacco sottomarino fosse la causa più probabile vennero bloccate le uscite da Scapa Flow, ma nel frattempo l'U 47 era già riuscito ad allontanarsi indisturbato. La BBC diede la notizia dell'affondamento nella tarda mattinata del 14 ottobre, e la trasmissione venne ricevuta sia dai servizi di ascolto tedeschi che dallo stesso U 47. Dei sommozzatori inviati a controllare lo scafo la mattina del 14 si imbatterono nei resti di un siluro tedesco, confermando quindi la natura dell'attacco. Il 17 ottobre il Primo Lord dell'Ammiragliato Winston Churchill annunciò ufficialmente la perdita della HMS Royal Oak alla Camera dei Comuni, ammettendo che il raid era stato "un rimarchevole successo di capacità professionali e audacia", ma dichiarando successivamente che la perdita non aveva mutato in alcun modo la situazione strategica della guerra.

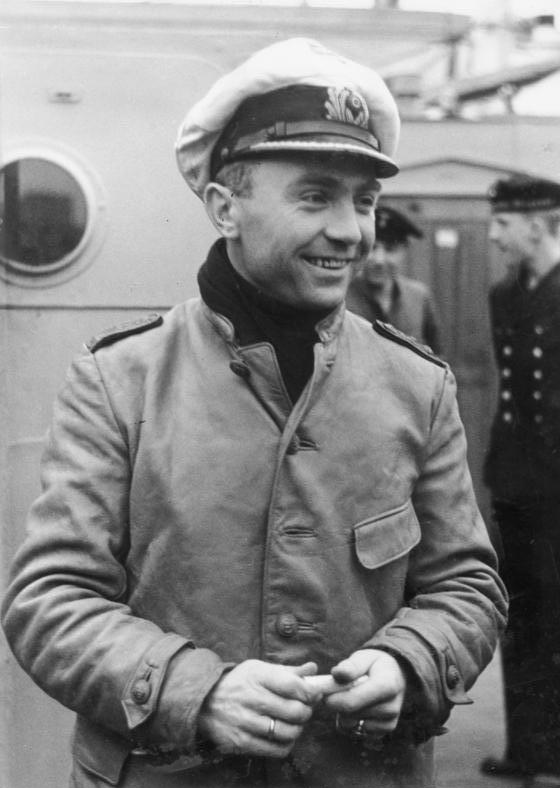
Il Kapitänleutnant Günther Prien nel 1940

Una commissione d'inchiesta dell'Ammiragliato lavorò tra il 18 ed il 24 ottobre per stabilire le circostanze che avevano portato alla violazione dell'ancoraggio, precedentemente ritenuto sicuro. Nel frattempo la Home Fleet venne trasferita in porti più sicuri, soprattutto nella base di Rosyth, in attesa che venissero studiati dei miglioramenti per Scapa Flow.
In una conferenza tenuta a bordo della Nelson il 31 ottobre successivo a cui presenziarono il Primo Lord, il Primo Lord del Mare ed il Comandante in capo si dichiarò che fino alla primavera seguente la base sarebbe stata usata solo come base di rifornimento per la flotta in attesa che venissero completati i lavori di rafforzamento delle difese consistenti nell'ulteriore sbarramento dei canali ottenuto tramite l'affondamento di navi, il raddoppiamento delle reti di protezione, l'intensificazione dei pattugliamenti agli ingressi, la costruzione di 80 piazzole per artiglieria antiaerea e l'ingrandimento degli aerodromi di Wick.
Il Ministero per la propaganda nazista sfruttò rapidamente questo successo, il cui resoconto venne trasmesso dal popolare giornalista radiofonico Hans Fritzsche e mostrò l'esultanza diffusa nel paese. Prien ed il suo equipaggio raggiunsero Wilhelmshaven alle 11.44 del 17 ottobre, venendo immediatamente salutati come eroi. Appresero anche che Prien era stato decorato con la Croce di Ferro di prima classe, mentre tutto l'equipaggio con la Croce di ferro di seconda classe. Hitler inviò il suo aereo personale alla base per trasportare l'equipaggio a Berlino, dove decorò personalmente Prien con la Croce di Cavaliere della Croce di Ferro. Questa decorazione, concessa per la prima volta ad un ufficiale sommergibilista, divenne successivamente la decorazione più in uso per premiare i successi dei comandanti degli U-Boot. Dönitz ricevette una promozione da Commodoro a Vice Ammiraglio, e divenne nello stesso tempo Comandante degli U-Boot.
Prien venne soprannominato "Il toro di Scapa Flow" ed il suo equipaggio decorò la torretta dell'U 47 con un'immagine di un toro che sbuffa che successivamente divenne l'emblema della Settima Flottiglia U-Boot. Il comandante si trovò sommerso di richieste di partecipazioni in programmi radiofonici e di interviste da parte della stampa. L'anno successivo venne pubblicata la sua "autobiografia", intitolata Mein Weg nach Scapa Flow. Scritta da un ghostwriter, nel dopoguerra alcuni dei particolari narrati nel libro vennero messi in dubbio.

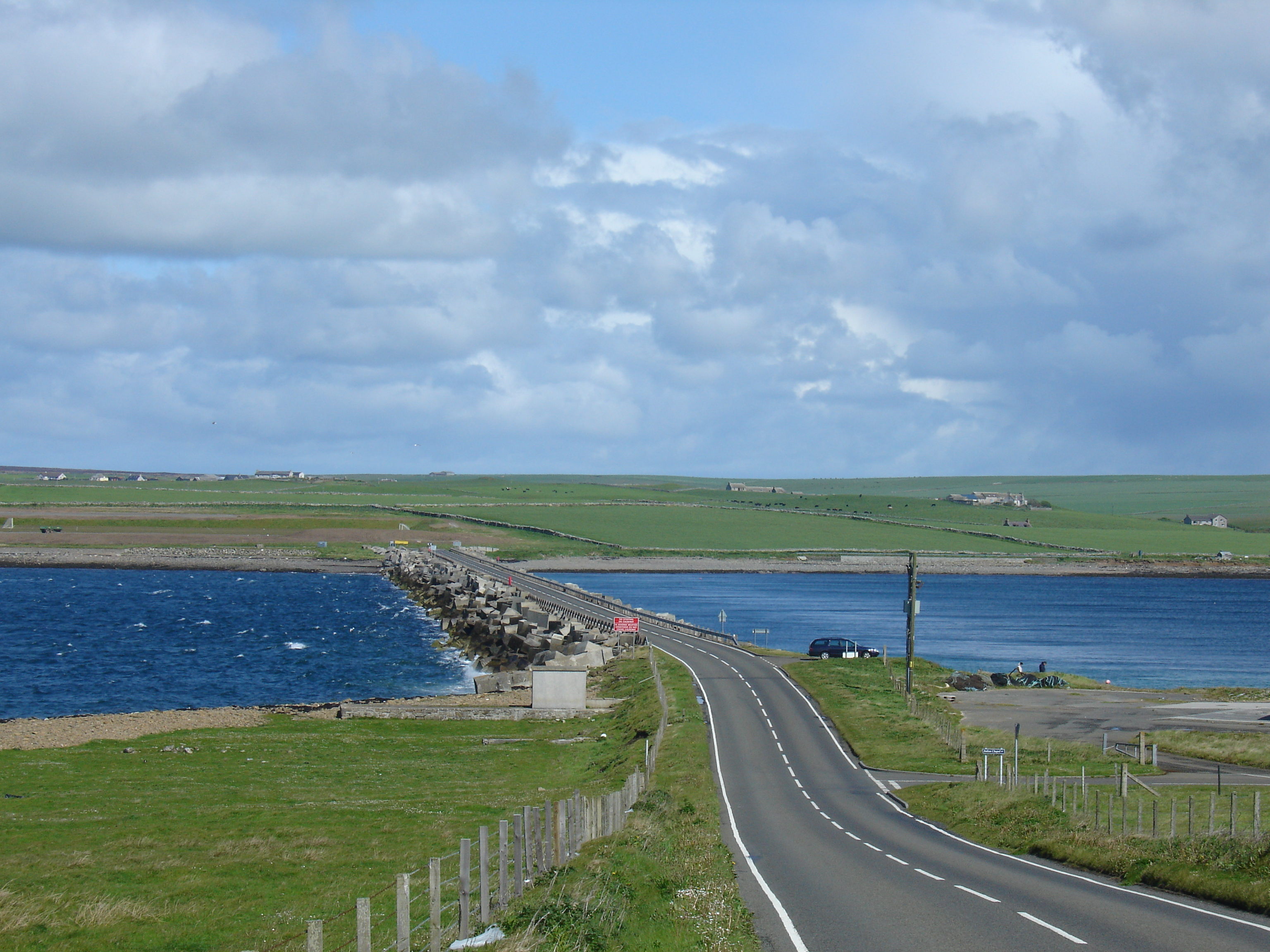
La A961 passa uno sbarramento delle Churchill Barriers, tra Lamb Holm e Glims Holm

Il rapporto ufficiale dell'Ammiragliato riguardo all'affondamento accusò la debolezza delle difese di Scapa Flow, e censurò il comportamento di Sir Wilfred French, Ammiraglio in comando delle Isole Orkney e Shetland per queste mancanze. French venne ritirato dal servizio attivo, nonostante avesse avvertito nell'estate precedente della scarsezza delle difese antisommergibile della base, proponendosi anche come volontario per provare questa affermazione superando le difese con un sommergibile o una piccola nave. Per ordine di Chuchill gli ingressi da est a Scapa Flow vennero chiusi con dighe di cemento che unirono Lamb Holm, Glims Holm, Burray e South Ronaldsay a Mainland. Costruite in larga parte da prigionieri di guerra italiani, le Churchill Barriers, come successivamente divennero note, furono completate nella parte fondamentale per il settembre 1944, ma non furono aperte ufficialmente prima del maggio 1945, subito dopo la fine della guerra. Ora fanno parte delle infrastrutture di trasporto delle Orcadi, collegando le isole con la strada A961 che percorre le barriere.
Negli anni seguenti circolarono delle voci che affermavano che Prien fosse stato guidato dentro Scapa Flow da un certo Alfred Wehring, agente segreto tedesco che viveva nelle Orcadi spacciandosi per un orologiaio svizzero di nome Albert Oertel. In seguito all'attacco sarebbe fuggito a bordo del sottomarino B-06 ritornando in Germania. Questa versione dei fatti venne resa nota da un articolo del giornalista Curt Riess del 16 maggio 1942 sul Saturday Evening Post e venne in seguito ripreso da altri autori ed altre testate. Ricerche condotte nel dopoguerra negli archivi tedeschi e delle Orcadi non hanno trovato alcun riscontro né all'esistenza di un tale Oertel, né di una spia di nome Wehring, né di un sottomarino chiamato B-06, portando quindi alla conclusione che la storia fosse assolutamente non veritiera.

## Equipaggio dell'U-47
| Ruolo                 | Grado                       | Nome                     |
| --------------------- | --------------------------- | ------------------------ |
| Comandante            | Tenente di vascello         | Günther Prien †          |
| Direttore di macchina | Sottotenente di vascello    | Hans Wessels             |
| Ufficiale in seconda  | Sottotenente di vascello    | Englebert Endrass †      |
| Terzo ufficiale       | Sottotenente di vascello    | Amelung Von Varendorff † |
| Ufficiale di rotta    | Capo di 2ª classe           | Wilhelm Spahr            |
| Personale di coperta  | Capo di 2ª classe           | Hans Sammann †           |
| Personale di coperta  | 2° Capo                     | Ernst Dziallas           |
| Personale di coperta  | 2° Capo                     | Willy Meier †            |
| Personale di coperta  | Comune di 1ª classe         | Peter Dittmer †          |
| Personale di coperta  | Sottocapo                   | Rudolf Smyczeck          |
| Personale di coperta  | Sottocapo                   | Ernst Schmidt            |
| Personale di coperta  | Sottocapo                   | Herbert Marquard         |
| Personale di coperta  | Sottocapo                   | Heini Mantyk †           |
| Personale di coperta  | Sottocapo                   | Gerhard Hänsel           |
| Cuoco                 | Sottocapo                   | Friedrich Walz           |
| Radiotelegrafisti     | Capo di 3ª classe           | Hans Blank               |
| Radiotelegrafisti     | Sottocapo                   | Herbert Hebestreit       |
| Radiotelegrafisti     | Comune di 1ª classe         | Karl Steinhagen †        |
| Radiotelegrafisti     | Capo di 3ª classe           | Kurt Bleeck              |
| Radiotelegrafisti     | Sottocapo                   | Peter Thewes †           |
| Radiotelegrafisti     | Sottocapo                   | Willi Loh                |
| Radiotelegrafisti     | Sottocapo                   | Herbert Herrmann         |
| Camera di manovra     | Capo motorista di 1ª classe | Gustav Böhm †            |
| Camera di manovra     | Sergente motorista          | Herwin Hölzer            |
| Camera di manovra     | Motorista di 1ª classe      | Werner Sollig            |
| Motoristi             | Capo di 1ª classe           | Otto Skrunk              |
| Motoristi             | 2° Capo                     | Werner Schmalenbach      |
| Motoristi             | 2° Capo                     | Werner Scholz †          |
| Motoristi             | Sottocapo                   | Karl Sporer              |
| Motoristi             | Comune di 1ª classe         | Kurt Brehme              |
| Motoristi             | Comune di 1ª classe         | Werner Lüddecke          |
| Motoristi             | Comune di 1ª classe         | Walter Radloff           |
| Motoristi             | Comune di 1ª classe         | Heinrich Biermann †      |
| Elettricisti          | Capo di 2ª classe           | Kurt Römer               |
| Elettricisti          | 2° Capo                     | Gustav Werder †          |
| Elettricisti          | Sottocapo                   | Ernst Winzler †          |
| Elettricisti          | Sottocapo                   | Friedrich Schmidt        |
| Elettricisti          | Sottocapo                   | Gers Hötzer †            |
| Elettricisti          | Sottocapo                   | Ronni Roth †             |

†: caduti in guerra